# Kjøbenhavns Boldklub
Le Kjøbenhavns Boldklub est un club omnisports basé à Copenhague et fondé en 1876. 
Le football, le cricket, le tennis, le badminton, la natation et la pétanque sont les sports pratiqués au sein du KB.
La section football a fusionné avec le Boldklubben 1903 en 1992 pour former le FC Copenhague, néanmoins l'équipe réserve joue sous le nom du KB depuis 2009.

## Palmarès de la section football
- Championnat du Danemark
  - Champion (15) : 1913, 1914, 1917, 1918, 1922, 1925, 1932, 1940, 1948, 1949, 1950, 1953, 1968, 1974 et 1980

- Coupe du Danemark
  - Vainqueur (1) : 1969

- Championnat du Danemark de deuxième division
  - Champion (4) : 1952, 1983, 1985, 1989

## Anciens joueurs
- /  Gunnar Andersson (Football)
- Ole Qvist (Football)
- Einer Ulrich (Tennis)